# Juan I. García de los Godos
Juan I. García de los Godos fue un sacerdote político peruano. 
Durante el periodo de 1812 a 1814 fue uno de los denominados hombres buenos que ejercían la justicia conciliatoria según lo dispuesto por la Constitución de Cádiz en la Intendencia de Huamanga.
Fue elegido por la provincia de Huamanga como miembro de la Convención Nacional de 1833 que expidió la Constitución Política de la República Peruana de 1834, la cuarta de la historia del país.